# Ecyrus arcuatus
Ecyrus arcuatus là một loài bọ cánh cứng trong họ Cerambycidae.